# Gunnar Aaby
Gunnar Nielsen Aaby (Frederiksberg, 9 luglio 1895 – Tibirke, 22 agosto 1966) è stato un calciatore danese.